# Круг 2
Круг 2 (енгл. The Ring Two) је амерички натприродни психолошки хорор филм из 2005. године, који представља наставак филма Круг (2002), који је римејк истоименог јапанског филма из 1998. године. Хидео Наката, режисер оригиналног јапанског филма Круг, на коме је америчка верзија базирана, заменио је Гора Вербинског као режисер овог филма.
Филм је сниман у Асторији, Орегон и Лос Анђелесу. Реализован је 18. марта 2005. године, добивши углавном помешане критике. Међутим, током премијерног викенда је зарадио 35 милиона долара, дупло више него што је зарадио његов претходник у тогу истог периода. Иако је у Северној Америци зарадио 76 милиона долара, што је мање од оригинала који је зарадио 129 милиона, филм је у остатку света зарадио 87 милиона долара.
Други је филм у истоименом серијалу, а прати га филм Кругови 3 из 2017. године.

## Радња
Шест месеци након неугодног сусрета са застрашујућом Самаром и њеном видео касетом, Рејчел Kелер и њен син Ејдан напуштају град јер мисле како ће сигурније живети у малом сеоском месту. Али након доласка, Рејчел ће чути гласине о смрти студента, који је умро у околностима релативно сличним са Самариним пређашњим жртвама. Чини се да је Ејданов живот и даље у опасности.

## Улоге
| Глумац                | Улога               |
| --------------------- | ------------------- |
| Наоми Вотс            | Рејчел Келер        |
| Дејвид Дорфман        | Ејдан Келер         |
| Сајмон Бејкер         | Макс Рорк           |
| Кели Стејблс          | Самара Морган       |
| Сиси Спејсек          | Евелин Борден       |
| Елизабет Перкинс      | др Ема Темпл        |
| Гари Кол              | Мартин Савид        |
| Мери Елизабет Винстед | млада Евелин Борден |
| Рајан Мериман         | Џејк Пирс           |
| Емили ВанКамп         | Емили               |
| Кели Овертон          | Бетси               |